# 여자이기 때문에 (1966년 영화)
"여자이기 때문에"는 1966년 공개된 대한민국의 영화이다.

## 배역
- 신영균
- 조미령
- 최지희